# 原新町 (上尾市)
原新町（はらしんまち）は、埼玉県上尾市の町名。現行行政地名は原新町のみ。丁番を持たない単独町名である。住居表示実施済み。郵便番号は362-0016。
市の統計などでは上尾地区で分類されている。区画整理により成立した新しい地名である。

## 地理
埼玉県の中央地域（県央地域）で、上尾市北部の大宮台地上に位置する、高崎線と鴻巣桶川さいたま線（旧中山道）に挟まれた南北に長い矩形の形をした地域。町域の東から南にかけて緑丘と隣接し、西側を高崎線を挟んで浅間台や中妻と隣接し、北側を久保や桶川市神明と隣接する。また、南側では春日、北側で桶川市朝日とも僅かに隣接する。町域の西端を高崎線が通り、北上尾駅が設置されている。また、町域の北部を東西に上尾環状線（BS通り）が通る。河川などの水域は地内に存在しない。
全域が市街化区域で主に第一種住居地域（通り沿いは第一種住居地域、駅前は近隣商業地域）に指定され、全体的に住宅地や商業地が広がっている。

### 地価
商業地の地価は、2021年（令和3年）1月1日の公示地価によれば、原新町15−14の地点で212,000円/m2となっている。

## 歴史
- 1967年（昭和42年）7月1日 - 住居表示に関する法律に基づき住居表示（第三次）が実施され[9]、大字沖ノ上、久保、中妻、弁財の各一部より原新町が成立する[10][11][12]。町名は町域に当たる地域にかつてあった大字沖ノ上の小字原に因む[13]。
- 1988年（昭和63年）12月17日 - 地区内に北上尾駅が開設される。
- 1991年（平成3年）3月5日 - 原新町土地区画整理事業の都市計画決定[14]。
- 2001年（平成13年）5月1日 - さいたま市の発足および路線整理に伴ない、地内を通る県道の鴻巣桶川大宮線が鴻巣桶川さいたま線に改称される。
- 2008年（平成20年）3月 - 区画整理事業の進展に伴い、東口駅前広場および北上尾東口線（駅前通り）が開設される。
- 2009年（平成21年） - 地内に「原新町北公園」が同年度までに整備される[15]。
- 2012年（平成24年）11月23日 - 原新町土地区画整理事業の完成に伴う換地処分による地番変更を実施[16]。大字中妻字久保の一部が原新町に編入される。町名の変更はなし。
- 2014年（平成26年） - 地内に「原新町南公園」が同年度までに整備される[15]。

## 世帯数と人口
2019年（平成31年）1月1日現在（上尾市発表）の世帯数と人口は以下の通りである。
| 町丁   | 世帯数  | 人口  |
| ------ | ------- | ----- |
| 原新町 | 372世帯 | 647人 |

## 小・中学校の学区
市立小・中学校に通う場合、学区（校区）は以下の通りとなる。
| 町丁   | 番地 | 小学校             | 中学校           |
| ------ | ---- | ------------------ | ---------------- |
| 原新町 | 全域 | 上尾市立中央小学校 | 上尾市立東中学校 |

## 事業所
2021年（令和3年）現在の経済センサス調査による事業所数と従業員数は以下の通りである。
| 町丁   | 事業所数 | 従業員数 |
| ------ | -------- | -------- |
| 原新町 | 63事業所 | 647人    |

## 交通

### 鉄道
- JR東日本高崎線北上尾駅

### 道路
- 埼玉県道323号上尾環状線（BS通り）
- 埼玉県道164号鴻巣桶川さいたま線（旧中山道）
- 北上尾東口線（駅前通り）

### バス
地区内には路線バスが無く、コミュニティバスのみの運行となっている。なお、降車のみだが、夜行急行バスのミッドナイトアロー上尾・鴻巣が設定されている。以前は2010年2月11日から2012年4月1日まで、北上尾駅から伊奈学園までを結ぶけんちゃんバスも運行されていた。また、旧中山道の（旧）上尾車庫より「久保」バス停留所（久保西交差点）を経由してBS通りを通り、（旧）大石支所を経由して県道を通り「小敷谷」に至る東武バスの路線バスが運行されていた時期もあった。
上尾市コミュニティバス「ぐるっとくん」
- 上平箕の木循環
- 上平菅谷循環

地区内は「北上尾駅東口」・「北上尾駅入口」・「久保」（下り線のみ）バス停留所が設置されている。

## 町内会
- 原新町町内会[21]

## 施設
地区が駅前に位置するため、数多くの商業施設がある。また駅周辺に上尾中央総合病院の施設である「中央腎クリニック」のほか、内科などの医療施設が多数立地する。
- 北上尾駅
- 北上尾駅前郵便局
- 上尾警察署 北上尾駅前交番
- 原新町公民館
- 原新町北公園（街区公園）
- 原新町南公園（街区公園） - 指定緊急避難場所[22]